# 埃迪松·洛邦州长市
埃迪松·洛邦州长市是巴西马拉尼昂州的一个市镇。总面积615.85平方公里，总人口12929人，人口密度21人/平方公里。